# Bom Despacho
Bom Despacho é um município brasileiro do estado de Minas Gerais, localizado na Região Geográfica Intermediária de Divinópolis, na região do Alto São Francisco, a 768 metros de altitude. Com uma área de 1.213,5 km², fica a 156 km de Belo Horizonte. Em 2015 foi considerada a 4ª melhor cidade de pequeno porte de Minas Gerais. Está interligada aos principais centros urbanos da região por rodovias asfaltadas como a BR-262 e MG-164, esta última liga o município a BR-040.

## História

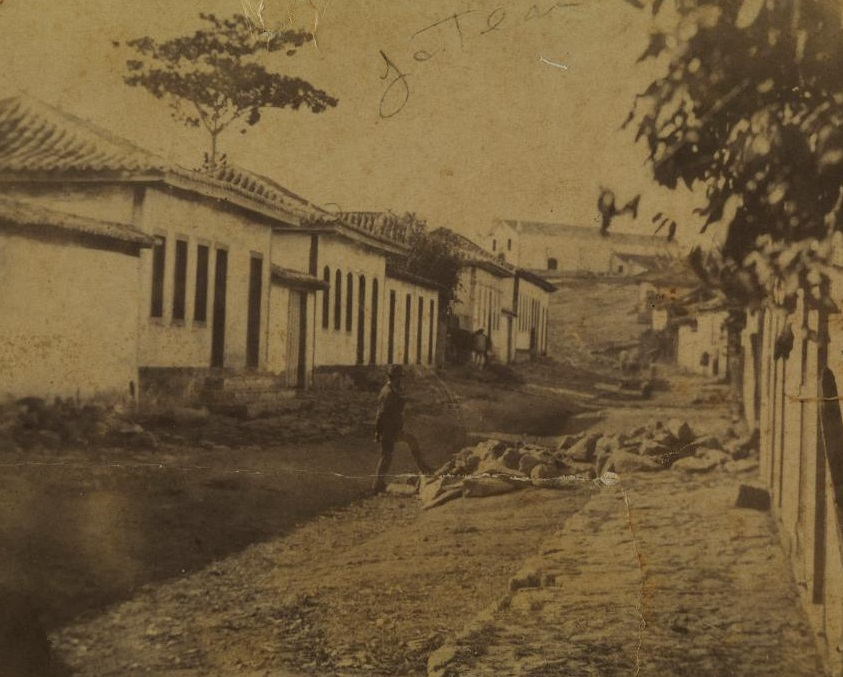
A Vila de Bom Despacho em 1881.

O processo de ocupação do município se iniciou em meados de 1770,quando foi erguida a Igreja Cruz do Monte.Nas imediações da Igreja foram erguidas construções,que ajudaram na formação do Arraial da Nossa Senhora do Bom Despacho.[carece de fontes?]
Em 1812 o Arraial atingiu a condição de instituição civil.O Município se emancipou em 1 de junho 1912 desmembrando-se de Santo Antônio do Monte.[carece de fontes?]
A história de Bom Despacho tem origem nos tempos do Brasil colonial, onde a vasta região da capitania de Minas Gerais era, em grande parte, coberta por densas florestas. Local de desbravamento pelos bandeirantes, o território, de acordo com indícios arqueológicos, foi habitado originalmente por índios cataguás.
A região foi ocupada por portugueses e luso-brasileiros nos fins do século XVI. Entre os primitivos exploradores, podem ser citados: Sebastião Marinho (1592); o capitão-mor João Pereira de Souza Botafogo (1596); Afonso Sardinha e João de Prado (1594 a 1599); e Félix Jaques (1616). Nos tempos das bandeiras, Minas foi explorada através de várias incursões, motivadas pelo aprisionamento de indígenas, pela necessidade de mapeamento ou pela busca de ouro, metais e pedras preciosas. Todavia, nenhuma dessas incursões resultaram no povoamento do território, que só deu indícios no século XVII, quando bandeirantes paulistas descobriram minas de ouro no Vale do Tripuí e a região recebeu grande quantidade de pessoas. Neste período, a extração aurífera oferecia rápida possibilidade de enriquecimento. Assim, o forte contingente populacional que afluiu para a região contribuiu para a formação de vários centros urbanos, entre eles, Ouro Preto, Sabará, Diamantina e Pitangui, vila próxima à região onde hoje situa-se Bom Despacho.
Os primeiros achados de ouro em Pitangui compreendem os anos 1694 a 1702, quando milhares de pessoas se dirigiram para a localidade. Em poucos anos, Pitangui tornaria-se Vila de Nossa Senhora da Piedade de Pitangui, centro difusor das incursões e povoamentos do Alto São Francisco. Uma comitiva liderada por Antônio Rodrigues Velho - conhecido como Velho da Taipa, um dos fundadores de Pitangui, José de Campos Bicudo e Gervásio de Campos Bicudo, resultou na exploração de grande parte das terras onde hoje se localiza Bom Despacho. Ao que tudo indica, através de uma carta de sesmaria, datada de 1715, Gervásio, minerador e sertanista, foi o primeiro a possuir o título destas terras. No entanto, embora não tendo encontrado documentos que indiquem a história dessa sesmaria, sabe-se que Gervásio retornou à São Paulo, sua cidade, por volta de 1725 e as terras tornaram-se devolutas.[carece de fontes?]
A título de curiosidade, um dos companheiros de entradas do Velho da Taipa era Manoel Picão Camacho, figura que se encontra presente nas crônicas e contos que relatam as origens de Bom Despacho. Apesar de sua presença na região, e um rio próximo ter sido denominado com seu nome, Picão Camacho – também conhecido como Picão Camargo – não fixou residência na região, nem foi um dos primeiros homens “civilizados” a andar nas terras de Bom Despacho, como já se acreditou segundo a tradição oral.
Em 1736, Gomes Freire de Andrade, governador da capitania de Minas, promoveu o povoamento do oeste mineiro, autorizando a formação de duas bandeiras particulares para invadir o quilombo de Campo Grande, localizado no atual Centro-Oeste de Minas. A partir disto, vários caminhos foram abertos ao redor do território e, em 1737, sesmarias foram concedidas a capitães donatários, iniciando o povoamento da região. Ademais, na segunda metade do século XVIII, a economia de Minas entrou numa nova fase. Com o declínio da produção aurífera, mineradores e garimpeiros saíram da vila de Pitangui, em busca de novos meios de subsistência. Dava-se início à “corrida para os sertões”, na procura de terras propícias para lavoura e criação de gado. Assim surgiam as primeiras fazendas de gado e o espaço começou a ser ocupado. Contudo, como demonstra Queiroz, a região já era povoada por aldeias de escravizados fugitivos.  Os quilombos eram não só um local de refúgio para os negros submetidos à escravidão, mas também de resistência. Segundo Orlando de Freitas, até esse período, o território de Bom Despacho era conhecido por meio de três divisões referentes à localização. Eram as “Paragens do Rio Lambari, “Paragens do Rio Picão” e “Paragens do Rio São Francisco”. Nestas áreas, entre os rios São Francisco e o Lambari, haviam diferentes quilombos, fator importante para o povoamento do que hoje é Bom Despacho. Todavia, a existência deles atrapalhava o processo de ocupação da região. Por isso, o governador Gomes Freire, entre 1755 e 1770, ofereceu recompensas em terras e dinheiro para aqueles que combatessem os quilombolas do local. Destarte, entre os anos 1755 e 1800, dezenas de pessoas, principalmente provindas de Pitangui, dirigiram-se a atual região de Bom Despacho.
A ocupação efetiva da região se deu através da chegada, em 1758, de uma das equipes responsáveis por combater quilombolas. Capitães do mato e suas tropas, junto com milícias de Pitangui, começaram a debelar os quilombos e, em busca de abrigo e proteção, estabeleceram-se na atual região da Cruz do Monte, situada na Tabatinga. Local que servia, ainda, como um posto de observação para os combatentes. De acordo com Freitas, o número de milicianos que se dirigiram para as paragens do Picão foi grande. Um pequeno número de povoadores ficou conhecido, entre eles: os alferes Barnabé Alves, Custódio Vieira Lanhoso, Luís Ribeiro da Silva e dois capitães, João Gonçalves Paredes e Pedro Vaz de Melo. Em pouco tempo, uma ermida seria construída no local. Segundo a historiadora Sônia Queiroz, em 1765 a região já possuía 24 casas, cujos habitantes dedicavam-se à pecuária e agricultura para fins de subsistência.
Nos tempos seguintes, as terras ocupadas pelos primeiros povoadores foram, aos poucos, sendo subdivididas e compradas por outros proprietários. É interessante observar que a concessão de sesmarias era vinculada ao número de escravos possuídos pelo requisitante. A região integrava a Sesmaria do Picão, cujo dono era João Gonçalves Paredes. O território foi vendido ao alferes português Luís Ribeiro da Silva em 1772, e denominado como Campo Alegre.  O alferes, ao contrário do que já se acreditou, não foi o “fundador” de Bom Despacho mas, de fato, doou as terras para o Patrimônio de Nossa Senhora do Bom Despacho, onde já existia uma capela e o processo de povoamento já havia se iniciado. Luís Ribeiro foi, por outro lado, um dos fundadores da Irmandade de Nossa Senhora do Bom Despacho, cujo objetivo era levantar fundos para a reforma da ermida. Surgia, paulatinamente, um povoado que com o tempo perdeu seu nome original, passando a ser chamado de Tabatinga.
O nome Bom Despacho foi o primeiro nome do arraial nos trâmites eclesiásticos e judiciais. Nos tempos do Brasil colonial, a Igreja desempenhava um importante papel junto ao governo. Assim, era comum que os núcleos populacionais tivessem grande participação eclesiástica. A designação “Bom Despacho” designava, assim, o conjunto religioso do povoado, uma vez que era a capela o ponto de referência local. Na tradição oral, há controvérsias a respeito do nome. Uma vertente o atribui à devoção do fundador da capela, Luís Ribeiro da Silva que, como outros portugueses, era procedente da Província do Minho, norte de Portugal, local onde o culto a Nossa Senhora do Bom Despacho era fervoroso. Outra corrente afirma que a denominação surgiu na ocasião de uma seca prolongada, ocorrida entre 1767 e 1770, penalizando pessoas, animais e lavouras. Então os devotos de Nossa Senhora do Bom Despacho fizeram súplicas e orações pedindo chuva. Por terem suas súplicas atendidas, começaram a chamar o arraial de Nossa Senhora do Bom Despacho do Picão que, aos poucos, tomava forma. Na época, a principal atividade econômica desenvolvida na região era a criação de gado, a produção de rapadura e aguardente, além das culturas de arroz, milho, mandioca e algodão.
Além de Luís Ribeiro da Silva, outros nomes foram apontados nas fontes como os principais povoadores de Bom Despacho, entre eles: Domingos Luís de Oliveira, Manuel Ribeiro da Silva e o Padre Vilaça, que chegaram na localidade por volta de 1765. Manuel Ribeiro foi, inclusive, o responsável pelo surgimento da fazenda Ribeiro, mais tarde Engenho do Ribeiro.
Em 1813 foram registrados alguns dados estatísticos de Bom Despacho que demonstravam uma população estimada em 1.532 habitantes. Destes, os livres eram: 559 brancos; 492 “mulatos” e 41 negros. Além de 416 negros e 24 “mulatos” escravizados. Na época, o arraial já contava com um professor particular, Miguel Furtado de Mendonça, responsável pela educação dos filhos da aristocracia rural, que dominava a região. Em 1853, foi fundado o primeiro estabelecimento comercial do arraial, a Casa Assumpção. O proprietário era Faustino Antônio Assumpção, e seu comércio era famoso por vender um pouco de tudo: tecidos, ferragens, armarinho, material de construção, bebidas, cereais, açougue, verduras, óleo lubrificante, brinquedos, caixão ou seja, uma infinidade de mercadorias. Posteriormente, em seu lado externo, a casa de comércio ainda teria uma bomba de gasolina. O pequeno distrito começou a se denvolver ao longo dos anos 1800 e não demoraria muito para o tema da emancipação surgir.
Em 1880, a freguesia de Bom Despacho desmembrou-se de Pitangui, passando a pertencer ao município de Inhaúma, atual Santo Antônio do Monte. Neste período, Bom Despacho tinha como vigário o famoso italiano Nicolau Ângelo Del Duca. Defensor do local, uniu um grupo de cidadãos para defender a independência municipal. O padre foi uma liderança entre a população e requereu durante anos, junto com a comunidade, a elevação do arraial à categoria de Vila. No entanto, o tema já perambulava pela Assembleia Provincial em 1872, quando o Deputado Gustavo Xavier Capanema discursou em favor da elevação da freguesia a vila. Um dos argumentos usados por Capanema foi a presença de fazendeiros abastados no povoado, todos, inclusive, possuidores de escravos.
Em 1900 foi inaugurada uma bica de água, instalada num paredão de pedra na região central da freguesia. Realizada por meio do Vigário Nicolau Del Duca, a “Biquinha” configurou-se como um dos marcos iniciais da Vila de Nossa Senhora do Bom Despacho. O local era usado para descanso de bandeirantes e aventureiros nos tempos mais antigos, e passou a ser utilizado pelas lavadeiras, para o abastecimento das casas próximas e espaço de lazer para muitas crianças.

### A emancipação
Em 30 de agosto de 1911, através da Lei n° 556, Bom Despacho foi  elevada a categoria de município. Neste contexto, a cidade possuía apenas dois mil habitantes na área urbana e dezesseis mil em todo o território. Em 1912 a Vila foi efetivamente instalada  e seu primeiro grupo de vereadores foi eleito. Procedeu-se a instalação da Câmara Municipal, cujo presidente era o coronel Faustino Antônio de Assunção Filho. Naquele momento, outras figuras de Bom Despacho também presenciavam satisfeitas com o acontecimento, entre eles: Gustavo Lopes Cançado, Faustino Assunção Teixeira, Aníbal Gontijo, Pedro de Paula Gontijo, Manuel Marques Gontijo, Francisco Lopes Cardoso, Antônio Marques Gontijo Sobrinho, Gervique José da Silva, capitão José Antônio Cardoso, coronel Segismundo Marques Gontijo, Flávio Xavier Lopes Cançado, Antônio Marques Gontijo, Joaquim Alves de Carvalho, Alfredo Alves Machado, Antônio Guerra da Silva, Antônio Lopes Cançado.

### A cidade
Nos anos subsequentes, entre 1912 e 1920, foi criada a primeira escola pública estadual, o Grupo Escolar de Bom Despacho - atual Escola Municipal Coronel Praxedes. Também foram criados o Fórum, a Cadeia, o Clube Bom Despacho, o Aeroclube, e foi fundada a Companhia Força e Luz de Bom Despacho e a construção da Santa Casa. No início da década de 1920, consolidou-se a construção da Estrada de Ferro Paracatu que trouxe desenvolvimento social, urbano e cultural para Bom Despacho. Um empreendimento deste porte custou, além de recursos financeiros, recursos humanos. Desta forma, muitos trabalhadores migraram para a cidade em busca de emprego na ferrovia. Para recebê-los, foram erguidos galpões para alojamento de funcionários, oficinas de reparo das locomotivas, o Escritório Central e uma Vila Operária dos Funcionários da Estrada de Ferro Paracatu, construída em 1927. A Estação Ferroviária foi inaugurada em 21 de outubro de 1921 e marcou um período de desenvolvimento urbano, econômico, social e cultural da cidade.
Com a unificação das estradas férreas pelo acordo firmado entre o Governo Federal e o Estadual, o Escritório Central e as oficinas passaram, então, para Divinópolis. Disto, decorreu o esvaziamento da Vila Operária. Todavia, em julho de 1931, Flávio Cançado Filho, prefeito de Bom Despacho na época, conseguiu junto à Olegário Maciel, bom-despachense e governador de Minas, a implantação do Sétimo Batalhão de Caçadores Mineiros da Força Pública do Estado de Minas Gerais a ser instalado na vila. A partir daí, as 97 casas da Vila Operária foram ocupadas por Caçadores Mineiros, denominando-se Vila Militar.
Ainda nos anos 20, a cidade iniciou a construção da Igreja Matriz de Nossa Senhora do Bom Despacho. Idealizada pelo Pe. Augusto Ferreira de Andrade, a construção da Matriz demandou mais de vinte anos, sendo dificultada pelas interpéries do tempo nas estações de chuva, e pela instabilidade econômica da época. A igreja foi erguida com a ajuda de toda a população. Operários da Estrada de Ferro Paracatu, soldados do Batalhão, e os mais variados cidadãos contribuíram de alguma forma, a população participou efetivamente para a construção, seja trabalhando de forma voluntária, através de campanhas para arrecadação de doações, rifas, leilões, barraquinhas e quermesses. Desta forma, num misto de fé e força de vontade, Bom Despacho se uniu em prol da efetivação da nova Igreja, consolidada em 1948.
A partir dos anos 2000, a cidade recebeu sua primeira universidade, a FUNPAC – Fundação Universidade Presidente Antônio Carlos, posteriormente chamada de UNIPAC, ALIS e atual UNA, oferecendo diversos cursos superiores a população. Foi instalado, ainda, o SESC-Laces, pólo de entretenimento e lazer em Bom Despacho. Mais recentemente, a cidade foi agraciada com um hemocentro para atender os habitantes com problemas renais e a Universidade Aberta do Brasil – UAB, que oferece ensino de qualidade à distância e gratuito.

## Geografia
O relevo predominante na região de Bom Despacho são as formas planas, onde também são observadas as planícies fluviais dos Rios São Francisco, Pará, Picão e Indaiá, caracterizados por terraços e várzeas, com ocorrência de áreas de permeabilidade acentuada, sujeitas as inundações periódicas. Tais características geomorfológicas conferem à região uma topografia geral pouco acidentada. A vegetação, por sua vez, se for excluído as áreas reflorestadas com eucalipto, as pastagens e as áreas onde se desenvolve a agricultura, as formações vegetais de ocorrência no município são compostas por: cerrado, campo cerrado, capoeira, campos e matas ciliares ou de galeria. A rede hidrográfica bom-despachense tem como principais cursos de água, o São Francisco e o Lambari, na fronteira leste, e os rios Capivari, Machados e Picão, entre outros cursos de menor vulto. De modo geral, o município é bem servido de recursos hídricos.
Tem como pertencentes ao município o distrito do Engenho do Ribeiro, além dos povoados da Passagem, Mato Seco, Capivari dos Macedos, Retiro dos Agostinhos, Capivari dos Eleutérios, Capivari dos Alves, Capivari dos Marçal, Córrego Areado, Lagoa do José Luís, Povoado do Vilaça, Extrema, Pulador, Água Doce, Ermo e Povoado da Garça. Bom Despacho faz divisas com sete municípios, são eles: Martinho Campos, Leandro Ferreira, Araújos, Santo Antônio do Monte, Moema, Luz e Dores do Indaiá.
O governo de Minas Gerais divide o território estadual em dez regiões de planejamento. Bom Despacho está localizado na Região VI, Centro-Oeste de Minas, onde é o 4º município mais populoso.

### Clima
Segundo dados do Instituto Nacional de Meteorologia (INMET), referentes ao período de 1981 a 1984 e a partir de 1986, a menor temperatura registrada em Bom Despacho foi de 0,1 °C em 23 de maio de 1999, e a maior atingiu 40,2 °C em 19 de outubro de 1987. O maior acumulado de precipitação em 24 horas foi de 153,2 milímetros (mm) em 20 de novembro de 2001. Outros grandes acumulados iguais ou superiores a 100 mm foram 143 mm em 13 de janeiro de 1991, 142,7 mm em 21 de outubro de 1997, 137 mm em 24 de dezembro de 1986, 123,4 mm em 18 de dezembro de 2011, 116,8 mm em 4 de janeiro de 1994, 111,8 mm em 16 de maio de 1994, 106,7 mm em 14 de outubro de 1983, 106,6 mm em 5 de dezembro de 2016, 102,2 mm em 28 de janeiro de 1991 e 100,8 mm em 3 de março de 2005. Janeiro de 1991, com 659,3 mm, foi o mês de maior precipitação.
| Dados climatológicos para Bom Despacho | Dados climatológicos para Bom Despacho | Dados climatológicos para Bom Despacho | Dados climatológicos para Bom Despacho | Dados climatológicos para Bom Despacho | Dados climatológicos para Bom Despacho | Dados climatológicos para Bom Despacho | Dados climatológicos para Bom Despacho | Dados climatológicos para Bom Despacho | Dados climatológicos para Bom Despacho | Dados climatológicos para Bom Despacho | Dados climatológicos para Bom Despacho | Dados climatológicos para Bom Despacho | Dados climatológicos para Bom Despacho |
| Mês | Jan                                    | Fev                                    | Mar                                    | Abr                                    | Mai                                    | Jun                                    | Jul                                    | Ago                                    | Set                                    | Out                                    | Nov                                    | Dez                                    | Ano                                    |
| --- | -------------------------------------- | -------------------------------------- | -------------------------------------- | -------------------------------------- | -------------------------------------- | -------------------------------------- | -------------------------------------- | -------------------------------------- | -------------------------------------- | -------------------------------------- | -------------------------------------- | -------------------------------------- | -------------------------------------- |
| Temperatura máxima recorde (°C) | 37,1                                   | 36,7                                   | 36                                     | 36,2                                   | 34,4                                   | 32,3                                   | 33,3                                   | 36,9                                   | 38,8                                   | 40,2                                   | 38,2                                   | 38,7                                   | 40,2                                   |
| Temperatura máxima média (°C) | 30,6                                   | 31,1                                   | 30,6                                   | 30                                     | 28                                     | 27,2                                   | 27,5                                   | 29,1                                   | 30,3                                   | 31                                     | 30,1                                   | 30                                     | 29,6                                   |
| Temperatura média compensada (°C) | 23,9                                   | 23,9                                   | 23,5                                   | 22,3                                   | 19,6                                   | 18,1                                   | 17,8                                   | 19,3                                   | 21,3                                   | 23                                     | 23,1                                   | 23,4                                   | 21,6                                   |
| Temperatura mínima média (°C) | 19,3                                   | 19                                     | 18,5                                   | 16,7                                   | 13,4                                   | 10,9                                   | 10,5                                   | 11,7                                   | 14,3                                   | 16,7                                   | 18                                     | 18,8                                   | 15,7                                   |
| Temperatura mínima recorde (°C) | 11,2                                   | 12,7                                   | 11,8                                   | 6                                      | 0,1                                    | 1,2                                    | 0,3                                    | 2,2                                    | 4,6                                    | 6,8                                    | 7,8                                    | 11                                     | 0,1                                    |
| Precipitação (mm) | 280,1                                  | 170,1                                  | 142,3                                  | 48,7                                   | 36,5                                   | 8,9                                    | 7,6                                    | 13,2                                   | 52                                     | 115,3                                  | 196,1                                  | 314                                    | 1 384,8                                |
| Dias com precipitação (≥ 1 mm) | 15                                     | 11                                     | 11                                     | 5                                      | 4                                      | 1                                      | 1                                      | 2                                      | 5                                      | 8                                      | 13                                     | 17                                     | 93                                     |
| Umidade relativa compensada (%) | 76,7                                   | 74,9                                   | 76,5                                   | 73,7                                   | 72,4                                   | 69                                     | 64,6                                   | 59,9                                   | 61                                     | 66,3                                   | 73,5                                   | 78,4                                   | 70,6                                   |
| Fonte: Instituto Nacional de Meteorologia (INMET) (normal climatológica de 1981-2010; recordes de temperatura: 01/05/1981 a 31/12/1984 e 01/01/1986-presente) |                                        |                                        |                                        |                                        |                                        |                                        |                                        |                                        |                                        |                                        |                                        |                                        |                                        |

## Demografia
De acordo com a estimativa do IBGE, em julho de 2018 o município tinha 50 166 habitantes. O último censo demográfico, realizado em 2010, apontou uma população de 45.624 habitantes, sendo a maior parte com idade entre 20 e 39 anos, cerca de 32%. Logo em seguida está a faixa etária de 0 a 19 anos com 30,5%, dos 40 aos 59 anos com 25,5% e as pessoas acima de 60 anos representam 12% da população total. Ademais, cerca de 94,1% da população reside na cidade. Os outros 5,9% moram na área rural do município. Em Bom Despacho cerca de 49,6% dos habitantes são homens e 50,4% mulheres (Base: Censo 2010). O perfil econômico atualizado do Município, atualizado até 2017, pode ser encontrado aqui:
| Ano  | Habitantes           | Variação (%) | Urbana | Rural  | Masculina | Feminina |
| ---- | -------------------- | ------------ | ------ | ------ | --------- | -------- |
| 1767 | 1.532 (440 escravos) |              |        | 1532   |           |          |
| 1813 | 1.513(*)             |              |        |        |           |          |
| 1830 | 2.328(*)             | 53,86        |        |        |           |          |
| 1912 | 16.000(*)            | 587          | 2.000  | 14.000 |           |          |
| 1940 | 22.166(**)           | 38,53        |        |        |           |          |
| 1941 | 15.000(****)         |              | 8.000  | 7.000  |           |          |
| 1950 | 25.269(**)           | 1,73         |        |        |           |          |
| 1960 | 23.580***            | 46,65        |        |        | 11.802    | 11.778   |
| 1970 | 27.298               | 14,50        |        |        |           |          |
| 1980 | 29.347               | 7,50         |        |        |           |          |
| 1981 | 29.815               | 1,59         |        |        |           |          |
| 1982 | 30.378               | 1,88         |        |        |           |          |
| 1983 | 30.943               | 1,86         |        |        |           |          |
| 1984 | 31.506               | 1,82         |        |        |           |          |
| 1985 | 32.068               | 1,78         |        |        |           |          |
| 1986 | 32.172               | 0,32         |        |        |           |          |
| 1987 | 33.709               | 4,78         |        |        |           |          |
| 1988 | 33.700               | -0,03        |        |        |           |          |
| 1989 | 34.232               | 1,58         |        |        |           |          |
| 1990 | 34.743               | 1,49         |        |        |           |          |
| 1991 | 35.330               | 1,69         | 30.823 | 4.507  | 17.624    | 17.706   |
| 1992 | 35.760               | 1,22         |        |        |           |          |
| 1993 | 36.736               | 2,73         |        |        |           |          |
| 1994 | 37.150               | 1,13         |        |        |           |          |
| 1995 | 37.559               | 1,10         |        |        |           |          |
| 1996 | 37.699               | 0,37         | 34.298 | 3.401  | 18.693    | 19.006   |
| 1997 | 38.137               | 1,16         |        |        |           |          |
| 1998 | 38.512               | 0,98         |        |        |           |          |
| 1999 | 38.883               | 2,73         |        |        |           |          |
| 2000 | 39.943               | 0,96         | 37.221 | 2.722  | 19.873    | 20.070   |
| 2001 | 40.490               | 3,14         |        |        |           |          |
| 2002 | 40.914               | 1,04         |        |        |           |          |
| 2003 | 41.364               | 1,09         |        |        |           |          |
| 2004 | 42.310               | 2,28         |        |        |           |          |
| 2005 | 42.833               | 1,23         |        |        |           |          |
| 2006 | 43.353               | 1,21         |        |        |           |          |
| 2007 | 42.260               | -2,52        | 39.494 | 2.660  | 20.863    | 21.192   |
| 2008 | 43.898               | 3,87         |        |        |           |          |
| 2009 | 44.265               | 0,83         |        |        |           |          |
| 2010 | 45.624               | 3,07         | 42.963 | 2.661  | 22.625    | 22.999   |
| 2011 | 46.060               | 0,95         |        |        |           |          |
| 2012 | 46.482               | 0,91         |        |        |           |          |
| 2013 | 48.350               | 4,01         |        |        |           |          |
| 2014 | 48.802               | 0,93         |        |        | 24.165    | 24.637   |
| 2015 | 49.236               | 0,88         |        |        |           |          |
| 2016 | 49.650               | 0,84         |        |        |           |          |
| 2017 | 50.042               | 0,78         |        |        |           |          |
| 2018 | 50.166               | 0,24         |        |        |           |          |
| 2019 | 50.605               | 0,87         |        |        |           |          |

Fonte: (*) Laércio Rodrigues: Bom Despacho, Origem e Formação.1968. Imprensa Oficial de Minas Gerais. Inclui populações do Doce (Moema) e Araújos. Demais anos, IBGE
(**) Inclui população dos então distritos de Moema e Araújos
(***) Em decorrência de emancipação, exclui as populações de Moema e Araújos
(****) Estes números foram extraídos do livro "O Bispado do Aterrado - Dados históricos e estatísticos de todas as suas paróquias com ilustrações. 1941. Tip. Diocesana de Luz. Edição fac-similar - 2018 - Luz. Inclui a população de Moema, mas não Araújos. Isto talvez explique a diferença com relação aos números de 1.940 e 1.950.

### Religião
- Católica: 37.611 pessoas
- Evangélica: 5.839 pessoas
- Sem Religião: 1.204 pessoas
- Umbanda: 3.000 pessoas

### Imigração alemã
Na década de 1920, Bom Despacho recebeu duas colônias de imigrantes estrangeiros de nacionalidade predominantemente alemã. Nos dias de hoje, a tradição e a história destes imigrantes está quase totalmente esquecida.
O fluxo de estrangeiros para terras brasileiras havia diminuído bastante como consequência da Primeira Guerra Mundial (1914-1918), mas cresceu devido à situação dos países europeus após o conflito. Por meio do ministério da agricultura do então Presidente do Estado de Minas Gerais, Artur Bernardes, e do então prefeito de Bom Despacho, Faustino Assunção, foram implantadas nas terras do município, a Colônia Álvaro da Silveira em 1920 e a Colônia David Campista em 1921.

## Economia
| Bom Despacho | Bom Despacho  | Bom Despacho    | Brasil         | Brasil          | Brasil   |
| Ano          | R$            | Crescimento (%) | R$             | Crescimento (%) | IPCA     |
| ------------ | ------------- | --------------- | -------------- | --------------- | -------- |
| 2018         | x bilhão      | %               | 6.800 trilhões | 3,69%           | 3,7455%  |
| 2017         | 1,211 bilhão  | 5,30%           | 6.558 trilhões | 4,66%           | 2,9473%  |
| 2016         | 1,150 bilhão  | 9,83%           | 6.266 trilhões | 4,43%           | 6,2881%  |
| 2015         | 1,047 bilhão  | 5,36%           | 6.000 trilhões | 3,84%           | 10,6735% |
| 2014         | 993,7 milhões | 7,21%           | 5.778 trilhões | 8,38%           | 6,4076%  |
| 2013         | 926,8 milhões | 14,20%          | 5.331 trilhões | 10.73%          | 5,9108%  |
| 2012         | 811,5 milhões | 14,82%          | 4.814 trilhões | 10,00%          | 5,8386%  |
| 2011         | 706,7 milhões | 12,12%          | 4.376 trilhões | 12,64%          | 6,5031%  |
| 2010         | 630,3 milhões | 53,95%          | 3.885 trilhões | 101,65%         | 5,9090%  |
| 2005         | 409,4 milhões | 117,53%         | 2.170 trilhões | 79,03%          | -        |
| 2000         | 188,2 milhões | -               | 1.199 trilhões | -               |          |

Fonte: IBGE, 2019
| Setor/Ano                                                                         | 2012      | 2012      | 2013      | 2013      | 2014      | 2014      | 2015      | 2015      | 2016      | 2016      | 2017      | 2017      |
| Setor/Ano                                                                         | R$        | %         | R$        | %         | R$        | %         | R$        | %         | R$        | %         | R$        | %         |
| --------------------------------------------------------------------------------- | --------- | --------- | --------- | --------- | --------- | --------- | --------- | --------- | --------- | --------- | --------- | --------- |
| Total - R$ milhões                                                                | 811,8     | 100       | 926,8     | 100       | 993,7     | 100       | 1.047,3   | 100       | 1.150,4   | 100       | 1.211,3   | 100       |
| Agropecuária - R$ milhões                                                         | 59,4      | 7,4       | 80,7      | 8,8       | 83,3      | 8,4       | 75,7      | 7,1       | 123,2     | 10,7      | 92,2      | 7,6       |
| Administração Pública (Defesa, Educação e Saúde) e Seguridade Social - R$ milhões | 123,3     | 15,2      | 139,4     | 15        | 153,7     | 15,4      | 172       | 16,3      | 185,2     | 16,1      | 198,3     | 16,4      |
| Impostos líquidos a preços correntes - R$ milhões                                 | 77,8      | 9,6       | 85        | 9,2       | 89,2      | 9         | 95,7      | 9,4       | 106,6     | 9,3       | 123,9     | 10,3      |
| Indústria - R$ milhões                                                            | 139,6     | 17,1      | 148,5     | 16        | 157,7     | 15,9      | 157,1     | 15        | 160,9     | 14        | 190,3     | 15,7      |
| Serviços e comércio - R$ milhões                                                  | 411,7     | 50,7      | 473       | 51        | 509,6     | 51,3      | 546,8     | 52,2      | 574,2     | 49,9      | 606,6     | 50        |
| PIB per capita - R$ mil                                                           | 17.464,94 | 17.464,94 | 19.169,38 | 19.169,38 | 20.362,65 | 20.362,65 | 21.272,95 | 21.272,95 | 23.170,21 | 23.170,21 | 24.209,87 | 24.209,87 |

Fonte: IBGE, 2019

### Agropecuária
| Produto        | Produção (t) | Área colhida (ha) | Eficiência (t/ha) |
| -------------- | ------------ | ----------------- | ----------------- |
| Cana de açúcar | 117.600      | 2.100             | 56                |
| Milho          | 8.850        | 1.550             | 5,70              |
| Soja           | 5.208        | 1.980             | 2,63              |
| Laranja        | 1.800        | 60                | 30                |
| Mandioca       | 1.400        | 70                | 20                |
| Feijão         | 1.020        | 400               | 2,55              |
| Cebola         | 1.000        | 25                | 40                |
| Melância       | 570          | 19                | 30                |
| Alho           | 72           | 6                 | 12                |
| Banana         | 48           | 2                 | 24                |
| Borracha       | 36           | 12                | 3                 |
| Limão          | 15           | 1                 | 15                |
| Arroz          | 12           | 5                 | 2,4               |

Fonte: IBGE, 2019

|                                 | 2012    | 2013    | 2014      | 2015      | 2016    | 2017    | 2018    |
| ------------------------------- | ------- | ------- | --------- | --------- | ------- | ------- | ------- |
| Aquicultura - Tilápia Kg        | -       | 700     | 600       | 500       | 400     | -       | -       |
| Bovino - cabeças                | 80.296  | 81.104  | 83.893    | 89.374    | 92.546  | 86.317  | 84.568  |
| Vaca ordenhada - cabeças        | 26.454  | 27.471  | 29.061    | 30.074    | 32.317  | 17.800  | 17.200  |
| Leite de vaca (x 1000) litros   | 57.141  | 65.211  | 67.734    | 65.766    | 68.421  | 73.445  | 73.950  |
| Bubalino - cabeças              | 106     | 180     | 166       | 213       | 105     | 202     | 242     |
| Caprino - cabeças               | 120     | 110     | -         | 81        | 65      | 120     | 115     |
| Codorna - cabeças               | -       | -       | -         | -         | -       | 100     | 110     |
| Ovos de codorna (x 1000) dúzias | -       | -       | -         | -         | -       | 2       | 3       |
| Equino - cabeças                | 1.862   | 1.516   | -         | 1.348     | 1.103   | 2.200   | 2.260   |
| Galináceo - cabeças             | 755.700 | 997.934 | 1.015.717 | 1.004.704 | 986.204 | 953.000 | 975.000 |
| Galinha - cabeças               | 273.000 | 293.987 | 322.594   | 313.204   | 323.204 | 318.500 | 306.603 |
| Mel de abelha - Kg              | 11.800  | 11.000  | 10.500    | 12.800    | 13.000  | 9.150   | 10.500  |
| Muares - cabeça                 | 89      | -       | -         | -         | -       | -       | -       |
| Ovino - cabeças                 | 118     | 58      | 69        | 53        | 79      | 160     | 172     |
| Suíno - cabeças                 | 30.000  | 28.000  | 56.116    | 30.725    | 30.000  | 55.210  | 55.500  |

Fonte: IBGE, 2020.

### Emprego
Bom Despacho, até 2010, contava com uma população economicamente ativa ocupada de 23.653 pessoas. Já a população economicamente ativa desocupada era de 1.781 pessoas. A inativa era de 7.856 pessoas.
|                                                                 | 2000  | 2010  |
| --------------------------------------------------------------- | ----- | ----- |
| % dos ocupados com ensino fundamental completo                  | 43,38 | 57,31 |
| % dos ocupados com ensino médio completo                        | 29,25 | 40,00 |
| % dos ocupados com rendimento de até 1 salário mínimo           | 44,53 | 11,38 |
| % dos ocupados com rendimento de até 2 salário mínimo           | 77,24 | 66,86 |
| Percentual dos ocupados com rendimento de até 5 salários mínimo | 91,95 | 92,68 |

Fonte: Atlas do Desenvolvimento Humano no Brasil, 2013.
Em torno de 12,59% das pessoas com idade de 18 anos ou mais e ocupadas no município, em 2010, trabalhavam no setor agropecuário, 0,11% na indústria extrativa, 14,09% na indústria de transformação, 8,26% no setor de construção, 0,98% nos setores de utilidade pública, 18,39% no comércio e 41,51% no setor de serviços. No ano de 2013 havia em Bom Despacho 10.808 empregos formais, isto é, empregos com carteira assinada. Em 2014 esse número aumentou para 11.331.
|                            | 2007  | 2008  | 2009  | 2010  | 2011  | 2012  | 2013  | 2014  | 2015  | 2016  | 2017  | 2018  | Nov/2019 |
| -------------------------- | ----- | ----- | ----- | ----- | ----- | ----- | ----- | ----- | ----- | ----- | ----- | ----- | -------- |
| Admissões                  | 4.180 | 4.539 | 4.617 | 5.725 | 5.556 | 5.788 | 6.907 | 6.662 | 5.706 | 4.255 | 4.467 | 4.917 | 4.672    |
| Demissões                  | 4.109 | 4.408 | 4.281 | 5.362 | 5.434 | 5.417 | 5.938 | 6.461 | 5.782 | 4.354 | 4.502 | 4.846 | 4.431    |
| Criação líquida de emprego | 71    | 131   | 336   | 363   | 122   | 371   | 969   | 201   | -72   | -99   | -35   | 71    | 241      |

Fonte: CAGED 2019.
| 2007 | 2008 | 2009 | 2010 | 2011 | 2012 | 2013  | 2014 | 2015 | 2016 | 2017 | 2018 | Nov/2019 |
| ---- | ---- | ---- | ---- | ---- | ---- | ----- | ---- | ---- | ---- | ---- | ---- | -------- |
| -20  | 188  | 423  | 528  | 253  | 437  | 1.007 | 254  | -64  | -86  | -31  | 87   | 241      |

Fonte: RAIS, 2019.
| 2013   | 2014   | 2015   | 2016   | 2017   | 2018   |
| ------ | ------ | ------ | ------ | ------ | ------ |
| 10.808 | 11.331 | 11.281 | 11.081 | 11.187 | 11.177 |

Fonte: RAIS, 2020.
| Setor                                     | Masculino | Feminino | Total  |
| ----------------------------------------- | --------- | -------- | ------ |
| Extração mineral                          | 29        | 2        | 31     |
| Indústria de transformação                | 1.339     | 851      | 2.190  |
| Serviços industriais de utilidade pública | 1         | 1        | 2      |
| Construção civil                          | 343       | 36       | 379    |
| Comércio                                  | 1.700     | 1.304    | 3.004  |
| Serviços                                  | 1.549     | 1.878    | 3.427  |
| Administração Pública                     | 291       | 829      | 1.120  |
| Agropecuária                              | 787       | 237      | 1.024  |
| Total                                     | 6.039     | 5.138    | 11.177 |

Fonte: RAIS, MTPS - 2019
| Faixa etária     | Masculino | Feminino | Total  |
| ---------------- | --------- | -------- | ------ |
| 14 a 17 anos     | 98        | 70       | 168    |
| 18 a 24 anos     | 1.136     | 945      | 2.081  |
| 25 a 29 anos     | 904       | 782      | 1.686  |
| 30 a 39 anos     | 1.570     | 1.455    | 3.025  |
| 40 a 49 anos     | 1.169     | 1.122    | 2.291  |
| 50 a 64 anos     | 1.065     | 746      | 1.811  |
| Acima de 65 anos | 97        | 18       | 115    |
| Total            | 6.039     | 5.138    | 11.177 |

Fonte: RAIS, MTPS - 2019

| Setor                                     | Masculino | Feminino | Total    |
| ----------------------------------------- | --------- | -------- | -------- |
| Extração mineral                          | 1.557,61  | 1.448,08 | 1.550,54 |
| Indústria de transformação                | 1.760,59  | 1.326,43 | 1.594,79 |
| Serviços industriais de utilidade pública | 1.532,35  | 1.908,00 | 1.720,18 |
| Construção civil                          | 1.561,78  | 1.537,62 | 1.559,47 |
| Comércio                                  | 1.712,31  | 1.343,90 | 1.551,83 |
| Serviços                                  | 2.287,93  | 1.833,12 | 2.038,93 |
| Administração Pública                     | 2.541,75  | 2.150,34 | 2.252,63 |
| Agropecuária                              | 1.549,87  | 1.250,35 | 1.481,45 |
| Total                                     | 1.881,63  | 1.649,26 | 1.774,90 |

Fonte: RAIS, MTPS - 2019

| Faixa etária     | Masculino | Feminino | Total    |
| ---------------- | --------- | -------- | -------- |
| 14 a 17 anos     | 781,40    | 710,57   | 751,78   |
| 18 a 24 anos     | 1.315,79  | 1.189,68 | 1.258,64 |
| 25 a 29 anos     | 1.726,65  | 1.567,24 | 1.652,18 |
| 30 a 39 anos     | 2.045,33  | 1.818,51 | 1.936,85 |
| 40 a 49 anos     | 2.206,27  | 1.817,06 | 2.015,60 |
| 50 a 64 anos     | 2.122,44  | 1.832,35 | 2.003,68 |
| Acima de 65 anos | 2.024,70  | 1.980,93 | 2.018,03 |
| Total            | 1.881,63  | 1.649,26 | 1.774,90 |

Fonte: RAIS, MTPS - 2019

### Pobreza e renda
A renda per capita média de Bom Despacho cresceu 25,1% no intervalo entre o ano 2000 e 2010, ao passar de R$647,07 para R$809,90. O Índice de Gini é um indicador utilizado para medir o grau de concentração de renda em uma sociedade. Numericamente, varia de 0 a 1, quanto mais perto de 0 menor a desigualdade de renda e, por outro lado, quanto mais próximo de 1 maior a desigualdade de renda. Bom Despacho obteve um Gini de 0,59 em 2000 e 0,49 no ano de 2010. Ou seja, neste período houve queda da desigualdade de renda entre as pessoas. A proporção de pessoas pobres, isto é, indivíduos com renda domiciliar per capita inferior a R$ 140,00 (a preços de agosto de 2010), alcançou 2,96% da população total.
|                          | 2000   | 2010   |
| ------------------------ | ------ | ------ |
| Renda per capita (em R$) | 647,07 | 809,90 |
| % de extremamente pobres | 2,35   | 0,66   |
| % de pobres              | 13,29  | 2,96   |
| Índice de Gini           | 0,59   | 0,49   |

Fonte: Atlas do Desenvolvimento Humano do Brasil, 2013.
O Índice de Desenvolvimento Humano (IDH-M) de Bom Despacho divulgado em 2010 alcançou nota de 0,750, o que situa esse município na faixa de desenvolvimento humano alto (IDH-M entre 0,700 e 0,799). A dimensão que mais contribuiu para o IDH-M de Bom Despacho foi o item Longevidade, com índice de 0,861. Logo depois veio a Renda, com índice de 0,742, e em seguida a Educação, com índice de 0,661. Com isso, Bom Despacho ocupa a 551ª posição entre os 5.565 municípios brasileiros, isto significa que a cidade faz parte dos primeiros 10% daqueles municípios com melhor desenvolvimento humano no País.
|                   | 2000  | 2010  |
| ----------------- | ----- | ----- |
| IDH-M             | 0,665 | 0,750 |
| IDH-M Educação    | 0,529 | 0,661 |
| IDH-M Longevidade | 0,786 | 0,861 |
| IDH-M Renda       | 0,706 | 0,742 |

Fonte: Atlas do Desenvolvimento Humano do Brasil, 2013.

### Finanças Municipais

#### Total de Receitas
|                   | 2014   | 2015   | 2016  | 2017  | 2018  |
| ----------------- | ------ | ------ | ----- | ----- | ----- |
| Receita Total     | 86.042 | 98.401 | 116,9 | 120,9 | 125,8 |
| Crescimento anual | -      | 14,3%  | 18,8% | 3,4%  | 4,0%  |

Fonte: Secretaria Municipal de Planejamento, 2019.

#### Receitas Próprias
|            | 2014 | 2015 | 2016 | 2017 | 2018 |
| ---------- | ---- | ---- | ---- | ---- | ---- |
| IPTU       | 4,2  | 5,1  | 6,1  | 6,5  | 6,7  |
| ISS        | 4,4  | 6,0  | 6,2  | 7,2  | 7,8  |
| ITBI       | 2,6  | 2,2  | 2,0  | 2,1  | 2,1  |
| Total      | 11,2 | 13,3 | 14,3 | 15,8 | 16,6 |
| Variação % | -    | 18,7 | 7,5  | 10,5 | 5    |

Fonte: Secretaria Municipal de Planejamento, Orçamento e Gestão, 2019.

#### Receitas do FUNDEB
|            | 2014         | 2015          | 2016          | 2017          | 2018         | 2019          |
| ---------- | ------------ | ------------- | ------------- | ------------- | ------------ | ------------- |
| Fundeb R$  | 9.930.038,82 | 10.336.395,65 | 11.518.146,82 | 11.612.819,65 | 9.144.057,20 | 15.513.664,82 |
| Variação % | -            | 4,09          | 11,43         | 0,82          | -21,25       | 69,65         |

Fonte: Secretaria Municipal de Planejamento, Orçamento e Gestão, 2020.

#### Receitas ICMS e IPVA
|            | 2014          | 2015          | 2016          | 2017          | 2018          | 2019          |
| ---------- | ------------- | ------------- | ------------- | ------------- | ------------- | ------------- |
| ICMS       | 13.203.661,46 | 14.108.199,40 | 16.034.724,49 | 17.979.380,40 | 18.042.456,79 | 19.992.269,47 |
| IPVA       | 5.004.687,05  | 5.856.887,98  | 6.533.439,41  | 6.626.962,36  | 7.664.544,64  | 6.520.349,63  |
| Total      | 18.208.348,51 | 19.965.087,38 | 22.568.163,90 | 24.606.342,76 | 25.707.001,43 | 26.512.619,10 |
| Variação % | -             | 9,64          | 13,03         | 9,03          | 4,47          | 3,13          |

Fonte: Secretaria Municipal de Planejamento, Orçamento e Gestão, 2020.

#### Receitas do FPM
|                     | 2014           | 2015           | 2016            | 2017            | 2018            |
| ------------------- | -------------- | -------------- | --------------- | --------------- | --------------- |
| Transferência - FPM | R$23,1 milhões | R$24,5 milhões | R$ 28,5 milhões | R$ 27,5 milhões | R$ 29,3 milhões |
| Crescimento         | -              | 6,0%           | 16,3%           | -3,5%           | 6,5%            |

Fonte: Secretaria Municipal de Planejamento, Orçamento e Gestão, 2019.

### Despesas

#### Despesas totais
|               | 2014 | 2015 | 2016  | 2017  | 2018  |
| ------------- | ---- | ---- | ----- | ----- | ----- |
| Despesa Total | 76,3 | 94,2 | 106,0 | 112,0 | 117,2 |

Fonte: Secretaria Municipal de Planejamento, Orçamento e Gestão, 2019.

#### Despesas com Educação
| Limite mínimo  | 2014 | 2015 | 2016 | 2017 | 2018 |
| -------------- | ---- | ---- | ---- | ---- | ---- |
| Saúde - 15%    | 29,1 | 24,8 | 26,7 | 30,9 | 32,9 |
| Educação - 25% | 27,1 | 28,0 | 28,7 | 28,4 | 27,3 |

Fonte: Secretaria Municipal de Planejamento, Orçamento e Gestão, 2019.

## Infraestrutura
Em Bom Despacho, até 2010, havia 14.546 domicílios particulares permanentes, ou seja, imóveis exclusivamente para habitação. Já em 2015, o número de residências urbanas e rurais era, respectivamente, 18.708 e 1.759 (Cemig). Ademais, o município contava com cerca de 200 km de vias urbanas, sendo responsáveis por abrigar um tráfego de 26.922 veículos.
Referente a estrutura dos domicílios 93,4% tinham coleta de lixo, 98,6% eram abastecidos com água, 92,1% possuíam esgotamento sanitário adequado, 98,2% serviço de energia elétrica e 32,8% acesso à internet (2010).
| Ano                    | Até 2012 | 2013   | 2014   | 2015   | 2016   | 2017   | 2018   |
| ---------------------- | -------- | ------ | ------ | ------ | ------ | ------ | ------ |
| Total pavimentado - km | 150      | 153,16 | 160,23 | 164,11 | 176,73 | 179,87 | 184,37 |
| Total pavimentado - %  | 75%      | 76,5%  | 80,1%  | 82%    | 88,3%  | 89,9%  | 92,1%  |
| Variação anual - km    | -        | 3,16   | 7,07   | 3,88   | 12,62  | 3,14   | 4,50   |

Fonte: Secretaria Municipal de Obras Públicas, 2019.
| Ano                        | Até 2012 | 2013  | 2014  | 2015  | 2016  | 2017  | 2018  | 2019  |
| -------------------------- | -------- | ----- | ----- | ----- | ----- | ----- | ----- | ----- |
| Total de pontos - unidades | 6.767    | 7.047 | 7.107 | 7.516 | 7.957 | 8.085 | 8.441 | 8.584 |
| Variação anual - unidades  | -        | 280   | 60    | 409   | 441   | 128   | 356   | 143   |

Fonte: Secretaria Municipal de Obras Públicas, 2019

### Saúde
| Região/Ano   | 2008 | 2009 | 2010 | 2011 | 2012 | 2013 | 2014 | 2015 | 2016 | 2017 | 2018 |
| ------------ | ---- | ---- | ---- | ---- | ---- | ---- | ---- | ---- | ---- | ---- | ---- |
| Bom Despacho | 18,9 | 13,2 | 12,5 | 18,4 | 8,4  | 10,5 | 11,4 | 12,1 | 13,7 | 10,4 | 10,8 |
| Minas Gerais | 14,7 | 14   | 13,2 | 13   | 12,7 | 12,1 | 11,3 | 11,4 | 11,5 | 11,4 | 11   |

Fonte: Ministério da Saúde, 2019.
| Ano | 2012 | 2013 | 2018 |
| --- | ---- | ---- | ---- |
| Nº  | 8    | 10   | 15   |

Fonte: Secretaria Municipal de Saúde, 2019
|       | Causas                                                       | Número de óbitos entre 2008-2018 |
| ----- | ------------------------------------------------------------ | -------------------------------- |
| 1º    | Aparelho respiratório                                        | 384                              |
| 2º    | Aparelho circulatório                                        | 285                              |
| 3º    | Aparelho digestivo                                           | 137                              |
| 4º    | Doenças endócrinas, nutricionais e metabólicas               | 106                              |
| 5º    | Doenças infecciosas e parasitárias                           | 83                               |
| 6º    | Neoplasias (tumores)                                         | 76                               |
| 7º    | Doenças no sangue, transtornos imunitários                   | 35                               |
| 8º    | Aparelho geniturinário                                       | 34                               |
| 9º    | Lesões, envenenamentos e causas externas                     | 27                               |
| 10º   | Sinais e achados anormais em exames clínicos e laboratoriais | 21                               |
| 11º   | Sistema nervoso                                              | 13                               |
| 12º   | Doenças no período perinatal                                 | 12                               |
| 13º   | Outras doenças                                               | 14                               |
| TOTAL | TOTAL                                                        | 1.227                            |

Fonte: Datasus, 2019.
| Especialidade/Ano             | 2017 | 2018 | 2019 | 2020 |
| ----------------------------- | ---- | ---- | ---- | ---- |
| CIRURGIA GERAL                | 63   | 81   | 21   | 3    |
| CIRURGIA GINECOLÓGICA         | 239  | 146  | 15   | 4    |
| CIRURGIA ORTOPÉDICA           | 79   | 113  | 66   | 17   |
| CIRURGIA OTORRINOLARINGOLOGIA | 163  | 139  | 60   | 17   |
| CIRURGIA VASCULAR             | 4    | 109  | 18   | 1    |
| CIRURGIA PLÁSTICA             | 36   | 7    | 7    | 11   |
| CIRURGIA CATARATA             | 63   | 72   | 3    | 0    |
| TOTAL                         | 647  | 667  | 190  | 53   |

Fonte: Secretaria Municipal da Saúde de Bom Despacho, 31 de dezembro 2019.
Desde 2013 a Prefeitura municipal vem investindo quantias significativas para terminar com as filas de espera para cirurgias eletivas. o sucesso se consolidou em 2019 quando o número médio de pacientes novos, por mês, foi de 86 e o número de cirurgias realizadas foi de 98. O fato de o número de cirurgias realizadas ser maior do que o número de pessoas que entraram na fila de cirurgia mostra que houve uma diminuição do estoque (fila de espera). De fato, 190 pacientes foram transferidos de 2018 para 2019. Destes, em números, 137 foram operados juntos com todos os 1.028 que entraram em 2019.
Na prática, como entraram 86 por mês, e restaram 53 para o ano seguinte (2020), isto significa que, em média, em Bom Despacho espera menos de um mês para fazer uma cirurgia eletiva.
No entanto, deve-se notar que alguns pacientes podem, excepcionalmente, esperar muito mais do que isto. Muitas vezes até mais de um ano. Isto acontece principalmente por dois motivos. O primeiro é quando o paciente não tem condições clínicas para se submeter à cirurgia. Ele fica na fila à espera de uma melhora. Outro caso é quando os hospitais disponíveis não têm condições de realizar as cirurgias. Algumas vezes falta o especialista, outras vezes faltam as condições técnicas, como CTI especializado, por exemplo.
Há, finalmente, o caso em que os pacientes são operados em mutirão. É o que acontece, tipicamente, com catarata. Normalmente são operados de 30 a 60 pacientes de uma só vez. Nestes casos, quando a demanda é pequena, o paciente espera até que um grupo de forme. Em Bom Despacho o costume é ter um mutirão de catarata por mês. No entanto, pode acontecer de a demanda ser muito reduzida. Neste caso, é possível que se salte um mês.
São fatos como estes que explicam por que, embora o tempo médio de espera seja diminuto (tipicamente menos de um mês), alguns pacientes poderão esperar bem mais do que isto.
| Ano  | Total de cirurgias | Dispêndio total | Custo médio por cirurgia |
| ---- | ------------------ | --------------- | ------------------------ |
| 2018 | 1.639              | R$ 1.507.395,17 | R$ 919,70                |
| 2019 | 1.166              | R$ 2.043.478,44 | R$ 1.752,55              |

Fonte: Secretaria Municipal da Saúde de Bom Despacho, 31 de dezembro 2019.
Com o programa dirigido a acabar com as filas de cirurgia, de início houve um aumento de demanda. Isto aconteceu por dois motivos. O primeiro é que pacientes que não entravam na fila passaram a entrar quando viram que a fila estava andando. Outro motivo foi a atração exercida na região. Pacientes de outras cidades que perderam as esperanças de serem atendidas em seu municípios se transferiram para Bom Despacho para fazer a cirurgia. Estas transferências muitas vezes são fictícias. O paciente usa o endereço da cada de um parente ou de um amigo para parecer que reside aqui. Desta forma consegue acesso rápido aos serviços do SUS ofertados em Bom Despacho.
Depois de um certo tempo, houve tanto a diminuição do estoque antigo declarado (fila), quando do estoque oculto (pessoas que estavam fora das filas por desesperança). Com isto a demanda foi se reduzindo. No quadro acima, nota-se que baixou de 1.639 em 2018 para 1.166 em 2019 (-28,9%).
No entanto, o custo médio por cirurgia aumentou de R$ 919,70 para R$ 1.752,55 (+90,5%). Isto se deve ao fato de o Município passou a ofertar diretamente cirurgias de complexidade mais alta que são de obrigação do Estado de Minas. Como este não as executa, o Município passou a executá-las. Outro motivo foi o fato de que a Santa Casa local aumentou sua capacidade para operar casos mais complexos. Isto se mostra claro no caso das cirurgias ortopédicas. Casos que envolvem a aplicação de placas e outros materiais artificiais não eram operados aqui, mas no último ano (2019) muitos passaram a ser. Também por isto o custo médio da cirurgia aumentou. Destas forma, o dispêndio total com cirurgias eletivas no Município passou de R$ 1.507.395,17 em 2018 para R$ 2.043.478,44 em 2019. Portanto, houve um aumento de 3,5,5%.

### Educação
| Escola     | Quantidade | Matrículas em creches | Matrículas em pré-escolas | Matrículas anos iniciais fundamental | Matrículas anos finais fundamental | Matrículas ensino médio | Matrículas EJA | Matrículas da educação especial | TOTAL  |
| ---------- | ---------- | --------------------- | ------------------------- | ------------------------------------ | ---------------------------------- | ----------------------- | -------------- | ------------------------------- | ------ |
| Total      | 35         | 1.188                 | 1.159                     | 3.221                                | 2.596                              | 1.770                   | 779            | 243                             | 10.956 |
| Públicas   | 25         | 1.064                 | 988                       | 2.748                                | 2.309                              | 1.614                   | 721            | 116                             | 9.560  |
| Municipais | 15         | 1.064                 | 988                       | 1.589                                | 47                                 | 0                       | 0              | 36                              | 3.724  |
| Estaduais  | 10         | 0                     | 0                         | 1.159                                | 2.262                              | 1.614                   | 721            | 80                              | 5.836  |
| Privadas   | 10         | 124                   | 171                       | 473                                  | 287                                | 156                     | 58             | 127                             | 1.396  |

Fonte: Censo Escolar/INEP, 2018.
| Ano          | 2012  | 2013  | 2014  | 2015  | 2016  | 2017  | 2018    | 2018     | 2018  | 2019    | 2019     | 2019  |
| Ano          | 2012  | 2013  | 2014  | 2015  | 2016  | 2017  | Regular | Integral | Total | Regular | Integral | Total |
| ------------ | ----- | ----- | ----- | ----- | ----- | ----- | ------- | -------- | ----- | ------- | -------- | ----- |
| Matrículas   | 3.378 | 3.409 | 3.622 | 3.567 | 3.547 | 3.624 | 3.727   | 1.460    | 5.187 | 3.867   | 1.372    | 5.239 |
| Variação (%) | -     | 0,9%  | 6,2%  | -1,5% | -0,6% | 2,2%  | 2,84%   | - (*)    | -     | 3,75%   | - 6,02%  | 1%    |

Fonte: Secretaria Municipal de Educação, 2020.
(*) Em 2018, 28,1% dos alunos da rede municipal estudavam em horário integral. Em 2019 o número caiu para 26,1%. Este fenômeno (de diminuição de alunos em horário integral) acompanha o fenômeno da diminuição de matrículas que se nota nos anos de 2015 e 2016, bem como a estabilização em 2019: primeiro, há uma aumento brusco no número de matrículas, depois, uma redução. Isto parece refletir a evolução da economia e seus saltos. Quando a economia enfrenta períodos difíceis, os pais tiram seus filhos das escolas privadas e levam para as escolas públicas; quando a economia dá sinais de melhoras, o movimento contrário ocorre. Esta é uma provável explicação para o aumento do número de matrículas não seguir um crescimento linear, compatível com o crescimento vegetativo da população.

| Ano    | 2013 | 2018 | 2019 |
| ------ | ---- | ---- | ---- |
| Alunos | 360  | 658  | 594  |

Fonte: Secretaria Municipal de Educação, 2020.
|                                       | Ideb Observado | Ideb Observado | Ideb Observado | Ideb Observado | Ideb Observado | Ideb Observado | Metas | Metas | Metas | Metas | Metas | Metas |
| Rede de Ensino/Ano                    | 2007           | 2009           | 2011           | 2013           | 2015           | 2017           | 2007  | 2009  | 2011  | 2013  | 2015  | 2017  |
| ------------------------------------- | -------------- | -------------- | -------------- | -------------- | -------------- | -------------- | ----- | ----- | ----- | ----- | ----- | ----- |
| Ensino estadual, 4ª série e 5º ano    | 5.3            | 6.0            | 6.5            | 6.6            | 6.6            | 7.0            | 4.6   | 4.9   | 5.3   | 5.6   | 5.8   | 6.1   |
| Ensino estadual, 8ª série e 9º ano    | 3.3            | 4.1            | 4.5            | 4.8            | 4.6            | 4.6            | 3.1   | 3.2   | 3.5   | 3.9   | 4.3   | 4.6   |
| Ensino estadual, 3ª série do médio    | -              | -              | -              | -              | -              | 4.2            | -     | -     | -     | -     | -     | -     |
| Ensino municipal, 4ª série e 5º ano   | 4.4            | 5.9            | 5.9            | 6.1            | 6.1            | 6.4            | 4.6   | 4.9   | 5.3   | 5.6   | 5.8   | 6.1   |
| Ensino Público (Estadual e Municipal) | 4.8            | 6.0            | 6.2            | 6.3            | 6.3            | 6.7            | 4.6   | 4.9   | 5.3   | 5.5   | 5.8   | 6.1   |

Fonte: INEP, 2019.
A taxa de analfabetismo entre a população de 15 anos ou mais de idade era 9,4% no ano 2000. Em 2010 a taxa foi reduzida, situada nos 5,8%. Em Bom Despacho, até 2010, havia 3.564 pessoas com nível superior completo. O município conta com um centro universitário, além de várias faculdades de ensino presencial e à distância.
|                                                                                  | 1991  | 2000  | 2010  |
| -------------------------------------------------------------------------------- | ----- | ----- | ----- |
| % da população com 18 anos ou mais com ensino fundamental completo               | 24,67 | 36,87 | 52,22 |
| % da população de 5 a 6 anos frequentando a escola                               | 34,42 | 89,01 | 100   |
| % da população de 11 a 13 anos frequentando os anos finais do ensino fundamental | 49,13 | 79,57 | 87,21 |
| % da população de 15 a 17 anos com ensino fundamental completo                   | 19,29 | 55,52 | 64,11 |
| % da população de 18 a 20 anos com ensino médio completo                         | 10,33 | 29,05 | 46,04 |

Fonte: Atlas do Desenvolvimento Humano do Brasil, 2013.
A cidade a partir de 2016 passou a ter um câmpus do Centro Universitário UNA, que conta com 17 cursos de diversas áreas do conhecimento.

### Evolução do ICMS Esportivo em Bom Despacho
O quadro abaixo mostra como a evolução das variadas atividades esportivas têm trazido benefícios para a saúde da população, para sua integração social, e também na arrecadação do ICMS esportivo.
| Ano           | 2012 | 2013 | 2014 | 2015 | 2016 | 2017 | 2018 | 2019 |
| ------------- | --- | --- | --- | --- | --- | --- | --- | --- |
| Participantes | 4.465 | 13.978 | 15.520 | 17.432 | 16.487 | 18.652 | 17.351 | 18.578 |
| Variação      | - | 213,0% | 19,6% | 12,3% | -5,4% | 13,1% | -6,9% | 7,0% |
| Colocação     | 48º | 11º | 2º | 3º | 4º | 9º | 12º | NI |
| Receita (R$)  | 5.0053,75 | 103.776,45 | 155.003,73 | 184.890,08 | 213.421,86 | 130.788,12 (*) | 166.260,99 | NI |
| Modalidades   | Caminhada, Ciclismo, Futebol De Campo, Futsal, Voleibol, Dama, Ginástica/Alongamento, atletismo, basquete, natação, capoeira, xadrez | Voleibol, Futebol Society, Futebol de campo, Futsal, Dama, Corrida/Maratona, Capoeira, Ciclismo, Caminhada, Ginástica Laboral, Queimada, Handebol, Ginástica Aeróbica, Corrida De Estafetas, Tai Chi Chuan, Ginástica Artística, Ninjutsu, Basquete, Jiu-Jitsu, Kung-Fu, Muay Thai, Skate, Orientação, Mountain Bike, Xadrez, Ginástica Acrobática, Natação, Peteca, Triatlo e Xadrez | Voleibol, Futebol Society, Futsal, Dama, Corrida/Maratona, Capoeira, Ciclismo, Caminhada, Ginástica Laboral, Queimada, Handebol, Ginástica Aeróbica, Corrida De Estafetas, Tai Chi Chuan, Ginástica Artística, Ninjutsu, Basquete, Jiu-Jitsu, Kung-Fu, Muay Thai, Skate, Orientação, Mountain Bike, Xadrez, Ginástica Acrobática, Natação, Peteca, Triatlo, Futebol de Campo, Basquete | Voleibol, Futebol Society, Futsal, Dama, Corrida/Maratona, Capoeira, Ciclismo, Caminhada, Ginástica Laboral, Queimada, Handebol, Ginástica Aeróbica, Corrida De Estafetas, Tai Chi Chuan, Ginástica Artística, Ninjutsu, Basquete, Jiu-Jitsu, Kung-Fu, Muay Thai, Skate, Orientação, Mountain Bike, Xadrez, Ginástica Acrobática, Natação, Peteca, Triatlo, Futebol De Campo e fisiculturismo | leibol, Futebol Society, Futebol De Campo, Futsal, Dama, Corrida/Maratona, Capoeira, Ciclismo, Caminhada, Ginástica Laboral, Queimada, Handebol, Ginástica Aeróbica, Corrida De Estafetas, Tai Chi Chuan, Ginástica Artística, Ninjutsu, Basquete, Jiu-Jitsu, Kung-Fu, Muay Thai, Skate, Orientação, Mountain Bike, Xadrez, Ginástica Acrobática, Natação, Peteca, Triatlo | Voleibol, Futebol Society, Futsal, Dama, Corrida/Maratona, Capoeira, Ciclismo, Caminhada, Ginástica Laboral, Futebol De Campo, Arremesso/ Lançamento, Recreação, Bocha, Queimada, Handebol, Ginástica Aeróbica, Corrida De Estafetas, Tai Chi Chuan, Ginástica Artística, Ninjutsu, Basquete, Jiu-Jitsu, Kung-Fu, Muay Thai, Skate, Orientação, Mountain Bike, Xadrez, Ginástica Acrobática, Natação, Peteca, Triatlo | Voleibol, Futebol Society, Futsal, Dama, Corrida/Maratona, Capoeira, Ciclismo, Caminhada, Ginástica Laboral, Futebol De Campo, Arremesso/ Lançamento, Recreação, Cabo De Guerra, Queimada, Handebol, Ginástica Aeróbica, Corrida De Estafetas, Tai Chi Chuan, Ginástica Artística, Ninjutsu, Basquete, Jiu-Jitsu, Kung-Fu, Muay Thai, Skate, Orientação, Mountain Bike, Xadrez, Ginástica Acrobática, Natação, Peteca, Triatlo | Voleibol, Futebol Society, Futsal, Dama, Corrida/Maratona, Capoeira, Ciclismo, Caminhada, Ginástica Laboral, Futebol De Campo, Arremesso/ Lançamento, Recreação, Cabo De Guerra, Queimada, Handebol, Ginástica Aeróbica, Corrida De Estafetas, Tai Chi Chuan, Ginástica Artística, Basquete, Jiu-Jitsu, Kung-Fu, Muay Thai, Skate, Orientação, Mountain Bike, Xadrez, Ginástica Acrobática, Natação, Peteca, Triatlo |

Fonte: Secretaria Municipal de Esportes, 2020.
(*) Em 2017 o Governo de Minas desviou dinheiro do Município. No caso do ICMS Esportivo, o desvio foi de 2/3 do valor devido.

## Prêmios
- Prêmio Mineiro de Excelência em Gestão Pública Municipal: Realizado pelo Governo de Minas Gerais e o Instituto Qualidade Minas no biênio 2013-2014;[49]
- Prêmio Cidades Sustentáveis: Realizado pela Rede Nossa São Paulo, Instituto Ethos, Rede Social Brasileira por Cidades Justas e Brasileiras, em 2014;[50]
- Prêmio Municiência: Realizado pela Confederação Nacional dos Municípios, em 2015;[51]

## Filhos ilustres
- Antônio Dias Maciel
- Cecília Ferramenta
- Chico Ferramenta
- Hugo Marques Gontijo
- Hugo Modesto Gontijo
- Nílson Gontijo Santos
- Olegário Maciel
- Renato Augusto
- Waldemar Chaves de Araújo
- Waldir Silva
- Walmir José de Almeida